# Diecezja kanadyjska Polskiego Narodowego Kościoła Katolickiego
Diecezja kanadyjska  – jedna z 5 diecezji Polskiego Narodowego Kościoła Katolickiego w Stanach Zjednoczonych i Kanadzie, ze stolicą w Toronto. Od 2013 na stanowisku biskupa diecezji jest wakat, obowiązki administracyjne wypełnia bp dr Antoni Mikovsky. Diecezja dzieli się na dwa senioraty/dekanaty:
- seniorat wschodni - wakat
- seniorat zachodni - ks. sen. Jerzy Urbański